# Аппарат президента Республики Молдова
Аппарат Президента Республики Молдова (рум. Aparatul Președintelui Republicii Moldova) — орган государственного управления, обеспечивающий деятельность Президента Республики Молдова.

## Нормативно-правовая база
Аппарат президента Республики Молдова формируется указами Президента. Президент лично назначает всех служащих аппарата.

## Структура аппарата

### Руководство аппарата
- Генеральный секретарь аппарата[1]
- Заместитель Генерального секретаря аппарата — Лилия Тону

### Кабинет Президента Республики Молдова
- Советник в области внутренней политики — Стелла Жантуан
- Советник в юридической области и в области институциональных отношений, представитель Президента Республики Молдова по связям с Парламентом и Правительством
- Советник в области обороны и национальной безопасности, Секретарь Высшего совета безопасности — Станислав Секриеру
- Советник в области внешней политики — Ольга Рошка
- Советник в области социального развития
- Советник в экономической области
- Советник в области образования и исследований — Валентина Кику
- Советник в области культуры — Анжела Брашовяну Еризану
- Советник в области местного публичного управления и регионального развития
- Советник в области реинтеграции
- Советник по связям с диаспорой — Елена Друцэ
- Советник по межэтническим отношениям
- Советник по связям с общественностью, пресс-секретарь президента Республики Молдова — Ирина Готишан-Сотник

### Юридическое управление
- Отдел публичного права
- Отдел частного права
- Служба гражданства и помилования

### Управление внешних отношений и коммуникации
- Отдел протокола и коммуникации
- Служба государственных наград

### Служба Высшего совета безопасности
Секретари:
- Александр Горган (16 октября 1995 — 17 января 1997)
- Георгий Кырлан (17 января 1997 — 5 июня 1998)[2]
- Михаил Плэмэдялэ (17 июня 1998 — 10 февраля 2000)[3][4]
- Адриан Усатый (24 февраля 2000 — 28 марта 2001)[5]
- Валерий Гурбуля[рум.] (19 июля 2001 — 19 февраля 2004)[6][7]
- Ион Морей[рум.] (23 февраля 2004 — 9 ноября 2009)[8][9]
- Юрий Рикичинский (10 ноября 2009 — 22 марта 2012)[10][11]
- Алексей Барбэнягрэ (17 апреля 2012 — 19 декабря 2016)[12]
- Артур Гуменюк (3 марта 2017 — 25 июня 2019)[13][14]
- Виктор Гайчук (12 августа — 22 ноября 2019)[15][16]
- Виктор Гайчук (17 марта — 20 ноября 2020)[17][18]
- Анна Ревенко (21 января — 2 сентября 2021)[19][20]
- Дорин Речан (7 февраля 2022 — 22 февраля 2023)[21][22]
- Станислав Секриеру (1 сентября 2023 — н.в.)